# Otukaia
Otukaia là một chi ốc biển kích thước trung bình-nhỏ, là động vật thân mềm chân bụng sống ở biển trong họ Calliostomatidae.

## Các loài
Các loài thuộc chi Otukaia bao gồm:
- Otukaia blacki Dell, 1956
- Otukaia crustulum Vilvens & Sellanes, 2006[4]
- Otukaia eltanini
- Otukaia kiheiziebisu Otuka, 1939 - đồng nghĩa: Calliostoma kiheiziebisu Otuka, 1939. - loài điển hình của phân chi Otukaia.[5]
- Otukaia otukai Ikebe, 1942
- Otukaia rossica (Dall, 1919) - Russian margarite

Đồng nghĩa:
- Otukaia ikukoae Sakurai, 1994 là đồng nghĩa của Calliostoma ikukoae Sakurai, 1994[6]